# کرس (رمان)
کرِس (انگلیسی: Cress) یک رمان علمی-تخیلی نوجوانان در سال ۲۰۱۴ است که توسط نویسندۀ آمریکایی مریسا مایر نوشته و توسط انتشارات مک میلن منتشر شده است. این سومین رمان از مجموعۀ سلسله‌ی لونار و دنبالۀ اسکارلت است. این داستان بر اساس افسانۀ راپانزل است.